# Pietroasa (Bihor)
Pietroasa è un comune della Romania di 3 311 abitanti, ubicato nel distretto di Bihor, nella regione storica della Transilvania.
Il comune è formato dall'unione di 7 villaggi: Chișcău, Cociuba Mică, Giulești, Gurani, Măgura, Moțești, Pietroasa.
Di un certo interesse la chiesa in legno dedicata a S. Giorgio (Sf. Gheorghe), del 1715, nel villaggio di Cociuba Mică.